# 李根興
李根興，盛滙商舖基金管理有限公司的創辦人 （页面存档备份，存于）及行政總裁。

## 簡歷
李根興早年在觀塘雲漢街出生，並在該區長大，其父為康業信貸創辦人李常盛。他曾就讀天主教柏德學校和順利天主教中學。及後修讀美國南加州大學金融理學士及會計理碩士課程。2001年，李根興在紐約投資銀行工作。由於911事件令他失去工作，他便在同年11月創立盛滙商機（前稱香港商機），為香港的生意轉讓行業開先河。他其後在2011年獲得香港理工大學工商管理博士學位，主修創業研究。2015年成功將盛滙轉型為全香港首間以商舖投資為核心優勢的資產管理服務牌照的金融機構。而李根興本人曾兩次被香港大學選中作個案研究，亦被哈佛商業評論報導。胞兄為康業信貸有限公司總裁李根泰。

## 爭議

### 評論2024年之香港餐廳結業潮
2024年，李根興指樓市及鋪市已觸底，不但以5800萬元購入中半山富宅自住，更稱結業的餐廳經營不善，不懂求變。唯香港經濟於2025年持續向差，商鋪價格下跌，李根興連續沽出十間舖位，損失共達5150萬元。他於2025年7月再接受訪問時為以前的言論道歉，指自己「春風得意語無倫次」。

## 個人生活
於2005年5月與彭一心Rita註冊結婚，育有3個女兒。

## 公職
- 數碼港管理有限公司董事
- 香港創新科技署（創新及科技基金）一般支援計劃評審及委員會委員
- 國際企業經紀協會所（IBBA）最年輕及首位亞洲人主席

## 奬項
- 2008年：國際經紀協會傑出成就獎
- 2010年：DHL / 南華早報 香港商業奬 : 青年企業家
- 2011年：香港十大傑出青年
- 2022年：逆境自強傑出人物獎[9]

## 學歷及資格證明
- 香港理工大學工商管理博士
- 美國南加州大學金融理學士及會計理碩士
- 哈佛大學商學院東主 / 總裁管理課程
- 美國註冊會計師(CPA)
- 特許金融分析師(CFA)
- 皇家特許測量師學會專業會員(MRICS)

## 外部連結
- 李根興 : 1蚊租舖的起源 : 我要與香港創業者一齊捱下去 !  | STARTUPINNO 創科導航 （页面存档备份，存于）
- 盛滙李根興：劏舖聯合招租起死回生 （页面存档备份，存于）
- 【掃舖奇人自白】慶幸非屋邨仔 李根興拒做nobody （页面存档备份，存于）
- 李根興助劏場翻身 成立基金建聲譽 （页面存档备份，存于）
- 本港商舖基金創始人李根興：創業要有破釜沉舟心態 （页面存档备份，存于）
- 香港商機 糖衣陷阱 - 佣金貴過律師費/掠水情侶[]